# Lichenopeltella coppinsii
Lichenopeltella coppinsii är en lavart som beskrevs av Earl.-Benn. & D. Hawksw. 1999. Lichenopeltella coppinsii ingår i släktet Lichenopeltella och familjen Microthyriaceae.   Inga underarter finns listade i Catalogue of Life.